# Nati nel 1905/Maggio
| Questa pagina contiene informazioni ricavate automaticamente dalle voci biografiche con l'ausilio del template Bio e di un bot. L'aggiornamento è periodico e automatico e ricostruisce completamente la pagina. Se manca una persona in questa lista, sei pregato di non aggiungerla, ma accertati piuttosto che la sua voce biografica contenga il template Bio e che i dati anagrafici siano correttamente compilati. Se il template Bio manca, inseriscilo tu stesso o, in alternativa, metti l'avviso {{tmp\|Bio}} che ne segnala la mancanza. Se i dati riportati sono sbagliati, correggi direttamente la voce biografica; le modifiche saranno visibili in questa lista entro pochi giorni. Per chiarimenti vedi il progetto biografie. La lista contiene solo le 155 persone che sono citate nell'enciclopedia e per le quali è stato implementato correttamente il template Bio. Pagina aggiornata al 10 ago 2025. |

- 1º maggio - Aleksandr Fёdorovič Borisov, attore e regista sovietico († 1982)
- 1º maggio - Geronimo I, arcivescovo ortodosso e monaco cristiano greco († 1988)
- 1º maggio - Giuseppe Giacomantonio, compositore italiano († 1978)
- 1º maggio - Günther Hoffmann-Schönborn, generale tedesco († 1970)
- 1º maggio - Leila Hyams, attrice statunitense († 1977)
- 1º maggio - Henry Koster, regista e sceneggiatore tedesco († 1988)
- 1º maggio - Ilya Lopert, produttore cinematografico statunitense († 1971)
- 1º maggio - Konstantin Travin, cestista e allenatore di pallacanestro sovietico († 1988)
- 2 maggio - Hanns Kilian, bobbista tedesco († 1981)
- 2 maggio - Sidney Skolsky, giornalista, sceneggiatore e produttore cinematografico statunitense († 1983)
- 3 maggio - Marcello Albani, regista e sceneggiatore italiano († 1980)
- 3 maggio - Alberto Leopoldo di Baviera, principe tedesco († 1996)
- 3 maggio - Edmund Black, martellista statunitense († 1996)
- 3 maggio - Werner Fenchel, matematico tedesco († 1988)
- 3 maggio - Adelino da Palma Carlos, politico portoghese († 1992)
- 3 maggio - Red Ruffing, giocatore di baseball statunitense († 1986)
- 4 maggio - Branquinho da Fonseca, scrittore portoghese († 1974)
- 4 maggio - Al Dexter, cantante statunitense († 1984)
- 4 maggio - József Dénes, calciatore ungherese († 1936)
- 4 maggio - Mátyás Seiber, compositore ungherese († 1960)
- 5 maggio - Antenore Belletti, artigiano italiano († 1985)
- 5 maggio - Ángel Bossio, calciatore argentino († 1978)
- 5 maggio - Maria Caniglia, soprano italiano († 1979)
- 5 maggio - Nikolaj Dorochin, attore sovietico († 1953)
- 5 maggio - Floyd Gottfredson, fumettista statunitense († 1986)
- 5 maggio - Fernando Tropea, montatore italiano († 1985)
- 6 maggio - René Dreyfus, pilota automobilistico francese († 1993)
- 6 maggio - Ned Irish, giornalista e dirigente sportivo statunitense († 1982)
- 6 maggio - Carlo Mollino, architetto e designer italiano († 1973)
- 6 maggio - Kurt Schumacher, scultore tedesco († 1942)
- 6 maggio - Ernst Zierke, militare tedesco († 1972)
- 7 maggio - Antonio Abete, imprenditore italiano († 1987)
- 7 maggio - Elisa Maria Boglino, pittrice danese († 2002)
- 7 maggio - Cecilia Kin, scrittrice, critica letteraria e traduttrice russa († 1992)
- 7 maggio - Antonio Perduca, calciatore italiano
- 7 maggio - Pere Solé, calciatore spagnolo († 1982)
- 7 maggio - George Stoll, compositore statunitense († 1985)
- 8 maggio - Karol Borsuk, matematico polacco († 1982)
- 8 maggio - Ernest Butterworth Jr., attore statunitense († 1986)
- 8 maggio - Imre Koszta, calciatore ungherese
- 8 maggio - Leone Minassian, pittore e critico d'arte italiano († 1978)
- 8 maggio - Ettore Nadiani, pittore, incisore e disegnatore italiano († 2005)
- 8 maggio - Aldo Nichele, calciatore italiano
- 8 maggio - Maggio Ronchey, militare italiano († 1940)
- 8 maggio - Dante Sala, presbitero italiano († 1982)
- 9 maggio - Lilí de Álvarez, tennista, giornalista e scrittrice spagnola († 1998)
- 9 maggio - Hans-Heinrich Reckeweg, medico tedesco († 1985)
- 10 maggio - Giuseppe Ierna, compositore italiano († 1991)
- 10 maggio - Louis Kaufman, violinista e violista statunitense († 1994)
- 10 maggio - Víctor Morales, calciatore cileno († 1938)
- 10 maggio - Karl Schulz, calciatore tedesco († 1971)
- 10 maggio - Virgilio Tommasi, lunghista italiano († 1998)
- 10 maggio - Markos Vamvakaris, musicista, cantante e compositore greco († 1972)
- 11 maggio - Lise de Baissac, agente segreta mauriziana († 2004)
- 11 maggio - Avelino Martins, calciatore portoghese († 1982)
- 11 maggio - Pedro Petrone, calciatore uruguaiano († 1964)
- 11 maggio - Augusto Hamann Rademaker Grünewald, ammiraglio e politico brasiliano († 1985)
- 11 maggio - Grete Weiskopf, scrittrice tedesca († 1966)
- 12 maggio - Arthur John Arberry, arabista e iranista britannico († 1969)
- 12 maggio - George Julius Gulack, ginnasta statunitense († 1987)
- 12 maggio - Alex Jackson, calciatore scozzese († 1946)
- 12 maggio - Armando Lombardi, arcivescovo cattolico italiano († 1964)
- 12 maggio - Ettore Mangano, politico italiano
- 12 maggio - Maurizio Vigiani, politico italiano († 1975)
- 13 maggio - Fakhruddin Ali Ahmed, politico indiano († 1977)
- 13 maggio - Kurt Diebner, fisico tedesco († 1964)
- 13 maggio - Herbert Kemmer, hockeista su prato tedesco († 1962)
- 13 maggio - Walter Richter, attore tedesco († 1985)
- 13 maggio - Recha Sternbuch, attivista svizzera († 1971)
- 14 maggio - Antonio Berni, pittore e incisore argentino († 1981)
- 14 maggio - Jean Daniélou, teologo e cardinale francese († 1974)
- 14 maggio - Jaguaré Bezerra de Vasconcelos, calciatore brasiliano († 1946)
- 14 maggio - L. R. Johannis, pittore e scrittore italiano († 1968)
- 14 maggio - Kunio Maekawa, architetto giapponese († 1986)
- 14 maggio - Fred Sherman, attore statunitense († 1969)
- 14 maggio - Nikolaj Aleksandrovič Tichonov, politico sovietico († 1997)
- 15 maggio - Pio Caimmi, ciclista su strada italiano († 1968)
- 15 maggio - Joseph Cotten, attore statunitense († 1994)
- 15 maggio - Mario Della Grisa, calciatore italiano († 1991)
- 15 maggio - Albert Dubout, illustratore, pittore e scultore francese († 1976)
- 15 maggio - André Fraigneau, scrittore, curatore editoriale e latinista francese († 1991)
- 15 maggio - Fritz Genschow, attore, regista e produttore cinematografico tedesco († 1977)
- 15 maggio - Renato Giunti, editore e antifascista italiano († 1983)
- 15 maggio - Hugo Rignold, direttore d'orchestra e violinista inglese († 1976)
- 15 maggio - John L. Russell, direttore della fotografia statunitense († 1967)
- 15 maggio - Abraham Zapruder, ucraino († 1970)
- 15 maggio - Willem Johan van Bloomestein, ingegnere olandese († 1985)
- 16 maggio - Libero Bigiaretti, poeta, scrittore e traduttore italiano († 1993)
- 16 maggio - Ken Doherty, multiplista statunitense († 1996)
- 16 maggio - Henry Fonda, attore statunitense († 1982)
- 16 maggio - Werner Kümmel, biblista tedesco († 1995)
- 17 maggio - Jean De Clercq, calciatore e allenatore di calcio belga († 1984)
- 17 maggio - Miguel M. Delgado, regista e sceneggiatore messicano († 1994)
- 17 maggio - Giovanni Ferrero, imprenditore italiano († 1957)
- 17 maggio - John Patrick, drammaturgo e sceneggiatore statunitense († 1995)
- 17 maggio - Şehzade Mehmed Abid, principe ottomano († 1973)
- 18 maggio - Francesco Carpino, cardinale e arcivescovo cattolico italiano († 1993)
- 18 maggio - Sam Greller, pallanuotista statunitense († 1972)
- 19 maggio - Maria Helena Bruhn-Friedlander, insegnante tedesca († 1995)
- 19 maggio - Betty Garde, attrice statunitense († 1989)
- 19 maggio - Josefa Goldar, attrice spagnola († 1992)
- 19 maggio - Natalie Kingston, attrice statunitense († 1991)
- 19 maggio - František Kloz, calciatore e allenatore di calcio cecoslovacco († 1945)
- 19 maggio - Antonio Lozès, calciatore francese († 1945)
- 19 maggio - Bruno Persa, attore e doppiatore italiano († 1983)
- 19 maggio - Šime Poduje, calciatore jugoslavo († 1966)
- 20 maggio - Gerrit Achterberg, poeta olandese († 1962)
- 20 maggio - Maurice Banide, calciatore francese († 1995)
- 20 maggio - John Emery, attore statunitense († 1964)
- 20 maggio - Henri Guérin, schermidore francese († 1967)
- 20 maggio - Seni Pramoj, politico, giurista e avvocato thailandese († 1997)
- 21 maggio - Rosalia Chladek, ballerina, coreografa e insegnante ceca († 1995)
- 21 maggio - Felix Gilbert, storico tedesco († 1991)
- 21 maggio - Berto Ricci, scrittore, poeta e giornalista italiano († 1941)
- 22 maggio - Bodo von Borries, ingegnere tedesco († 1956)
- 22 maggio - Paul Oskar Kristeller, storico della filosofia tedesco († 1999)
- 22 maggio - Edmond Roudnitska, profumiere francese († 1996)
- 23 maggio - Ramiro Ledesma Ramos, saggista, filosofo e politico spagnolo († 1936)
- 24 maggio - Arturo Bonfanti, pittore e illustratore italiano († 1978)
- 24 maggio - Escodamè, artista italiano († 1979)
- 24 maggio - Claire McCardell, stilista statunitense († 1958)
- 24 maggio - Luigi Punzolo, arcivescovo cattolico italiano († 1989)
- 24 maggio - Robert B. Sinclair, regista teatrale, regista cinematografico e regista televisivo statunitense († 1970)
- 24 maggio - Michail Aleksandrovič Šolochov, scrittore e politico sovietico († 1984)
- 25 maggio - Babeta Drážková, nuotatrice cecoslovacca († 1988)
- 25 maggio - Manlio Rossi-Doria, economista e politico italiano († 1988)
- 25 maggio - Rafael Schächter, compositore, pianista e direttore d'orchestra cecoslovacco († 1945)
- 26 maggio - René Bondoux, schermidore francese († 2001)
- 26 maggio - Paulino Frydman, scacchista polacco († 1982)
- 26 maggio - Aldo Gucci, imprenditore e designer italiano († 1990)
- 26 maggio - Burnett Guffey, direttore della fotografia statunitense († 1983)
- 26 maggio - Manfred Metzger, velista svizzero († 1986)
- 26 maggio - Carlo Varetto, tiratore a segno italiano († 1966)
- 27 maggio - Young Corbett III, pugile statunitense († 1993)
- 27 maggio - Francisco Fedullo, calciatore uruguaiano († 1963)
- 27 maggio - Helios Gómez, pittore, disegnatore e poeta spagnolo († 1956)
- 27 maggio - Arvīds Jurgens, calciatore e hockeista su ghiaccio lettone († 1955)
- 27 maggio - Karl Köther, pistard tedesco († 1986)
- 27 maggio - Pierson Parker, teologo e biblista statunitense († 1995)
- 27 maggio - Carlo Romagnoli, aviatore e militare italiano († 1941)
- 28 maggio - Sada Abe, assassina giapponese
- 28 maggio - Lorenzo Gilli, calciatore argentino
- 28 maggio - Alessandro Savelli, calciatore italiano († 1930)
- 28 maggio - László Sternberg, calciatore ungherese († 1982)
- 29 maggio - John Dora, calciatore scozzese († 1971)
- 29 maggio - Leon Epp, attore e regista austriaco († 1968)
- 29 maggio - Ciro Giannelli, bibliotecario, filologo classico e bizantinista italiano († 1959)
- 29 maggio - Edward Togo Salmon, storico britannico († 1988)
- 29 maggio - Sebastian Shaw, attore, drammaturgo e scrittore britannico († 1994)
- 30 maggio - István Avar, calciatore ungherese († 1977)
- 30 maggio - Pere Tarrés i Claret, presbitero spagnolo († 1950)
- 31 maggio - Ann Christy, attrice statunitense († 1987)
- 31 maggio - Roberto Massimiliani, vescovo cattolico italiano († 1975)
- 31 maggio - Angela Nikoletti, insegnante austriaca († 1930)
- 31 maggio - Vera Volkova, ballerina e insegnante russa († 1975)